# 小文間村
小文間村（おもんまむら）は、茨城県北相馬郡にかつて存在した村である。現在の茨城県取手市の南東部に位置している。
村の南部には利根川、南東部には小貝川が流れている。

## 沿革
- 1889年（明治22年）4月1日 - 町村制施行に伴い、小文間村が単独で村制施行し北相馬郡小文間村が発足。
- 1955年（昭和30年）2月15日 - 取手町・稲戸井村・寺原村・高井村の大部分とともに合併、新たな取手町となり消滅。

## 災害
利根川と小貝川に挟まれた地域であるため、近隣町村とともに水害に直面した歴史がある。
- 1950年（昭和25年）8月2日 - 高須村神浦地先で堤防が決壊。近隣の町村とともに村内が水没した。死傷者は出なかったものの、地域一帯で被災者25000人を出した[1]。